# Tephritis hemimelaena
Tephritis hemimelaena är en tvåvingeart som först beskrevs av Mario Bezzi 1920.  Tephritis hemimelaena ingår i släktet Tephritis och familjen borrflugor.
Artens utbredningsområde är Ghana. Inga underarter finns listade i Catalogue of Life.